# Uvanilla
Uvanilla is een geslacht van weekdieren uit de klasse van de Gastropoda (slakken).

## Soorten
- Uvanilla babelis (P. Fischer, 1874)
- Uvanilla buschii (Philippi, 1844)
- Uvanilla olivacea (W. Wood, 1828)
- Uvanilla unguis (W. Wood, 1828)